# Phylloxerina
Phylloxerina är ett släkte av insekter som beskrevs av Carl Julius Bernhard Börner 1908. Phylloxerina ingår i familjen dvärgbladlöss.
Kladogram enligt Catalogue of Life och Dyntaxa:
| Phylloxerina | \| \| Phylloxera capreae \| \| \| \| \| \| Phylloxerina nyssae \| \| \| \| \| \| Phylloxerina populi \| \| \| \| \| \| Phylloxerina salicis. \| \| \| \| \| \| Phylloxerina salicola \| \| \| \| |
|              | \| \| Phylloxera capreae \| \| \| \| \| \| Phylloxerina nyssae \| \| \| \| \| \| Phylloxerina populi \| \| \| \| \| \| Phylloxerina salicis. \| \| \| \| \| \| Phylloxerina salicola \| \| \| \| |
|              | Acanthochermes |
|              | |
|              | Albertaphis |
|              | |
|              | Aphanostigma |
|              | |
|              | Daktulosphaera |
|              | |
|              | Guercioja |
|              | |
|              | Moritziella |
|              | |
|              | Olegia |
|              | |
|              | Parapergandea |
|              | |
|              | Phylloxera |
|              | |
|              | Psylloptera |
|              | |
|              | Phylloxera capreae |
|              | |
|              | Phylloxerina nyssae |
|              | |
|              | Phylloxerina populi |
|              | |
|              | Phylloxerina salicis. |
|              | |
|              | Phylloxerina salicola |
|              | |

|  | Phylloxera capreae    |
|  |                       |
|  | Phylloxerina nyssae   |
|  |                       |
|  | Phylloxerina populi   |
|  |                       |
|  | Phylloxerina salicis. |
|  |                       |
|  | Phylloxerina salicola |
|  |                       |